# Le Châtelet-sur-Sormonne
Le Châtelet-sur-Sormonne är en kommun i departementet Ardennes i regionen Grand Est (tidigare regionen Champagne-Ardenne) i nordöstra Frankrike. Kommunen ligger  i kantonen Rocroi som ligger i arrondissementet Charleville-Mézières. År 2022 hade Le Châtelet-sur-Sormonne 172 invånare.

## Befolkningsutveckling
Antalet invånare i kommunen Le Châtelet-sur-Sormonne
Referens: INSEE